# جشن‌های توکیو

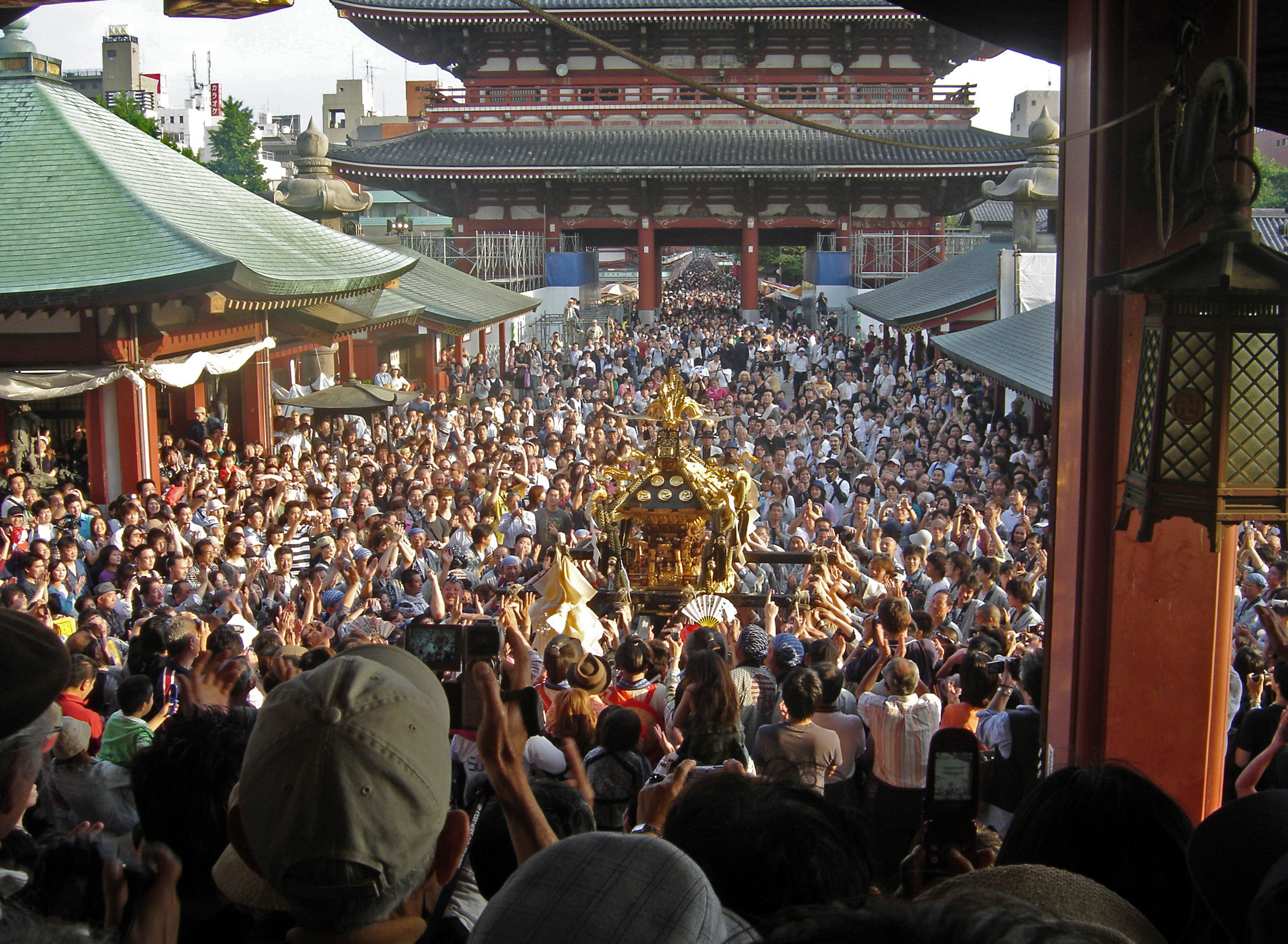
جشن سانجا در معبد آساکوسا.

در طول سال توکیو پایتخت ژاپن میزبان تعداد بسیاری جشن (به ژاپنی: 祭 matsuri) است. از مهم‌ترین این جشن‌ها می‌توان از جشن سانجا که محل برگزاری آن معبد آساکوسا می‌باشد، و جشن کاندا یکی از سه جشن بزرگ ادو که هر دو سال یکبار در ماه مه برگزار می‌شود، نام برد. جشن‌های آتش بازی معمولاً در فصل تابستان انجام می‌شود. آتش بازی رود سومیدا، آتش بازی خلیج توکیو و آتش بازی جینگوگایئن عنوان سه آتش بازی عظیم توکیو را دارند. زمانی که شکوفه‌های گیلاس یا ساکورا باز می‌شود، هنگام برگزاری جشن شکوفه‌های گیلاس است. پارک اینوکاشیرا، پارک اوئنو، پارک شینجوکو گیوئن و پارک سومیدا معروفترین پارک‌های توکیو از نظر فراوانی و زیبایی شکوفه‌های گیلاس هستند.

## جشن‌های زمستان، ژانویه، فوریه و مارس
| نام جشن یا رویداد      | نام جشن به ژاپنی | محل برگزاری | توضیحات                                                              | تصویر |
| ---------------------- | ---------------- | ----------- | -------------------------------------------------------------------- | ----- |
| جشن کتاب دست دوم کاندا | 神田古本まつり   | جینبوچو     | نوامبر و دسامبر                                                      |       |
| ستاگایا بروایچی        | 世田谷ボロ市     | ستاگایا     | پانزدهم و شانزدهم ماه دسامبر و ژانویه. بازار دست فروشی عتیقه         |       |
| هاتسوموده              | 初詣             |             | اولین زیارت در معبد بودایی یا زیارتگاه معبد شینتویی در سال نوی ژاپنی |       |

## جشن‌های بهار، آوریل، مه و ژوئن
| نام جشن یا رویداد                 | نام جشن به ژاپنی       | محل برگزاری                | توضیحات                             | تصویر |
| --------------------------------- | ---------------------- | -------------------------- | ----------------------------------- | ----- |
| جشن گل فوجی در معبد کامه‌ایدو      | 藤まつり               | کوتو، معبد کامه‌ایدو        | از ۲۵ آوریل تا ۵ مه                 |       |
| جشن کورایامی                      | くらやみ祭             | فوچو، معبد اوکونیتاما      | از سوم تا ششم ماه مه                |       |
| جشن سانجا                         | 三社祭                 | تایتو، معبد آساکوسا        | سومین هفتهٔ ماه مه                   |       |
| جشن گل بوتان                      | ぼたんまつり           | معبد اوئنو توشوگو در اوئنو | از اواسط ماه آوریل تا اواسط ماه جون |       |
| جشن کاندا، یکی از سه جشن بزرگ ادو | 神田祭                 | چیودا، معبد کاندا          | هر دو سال یکبار در ماه مه           |       |
| جشن سانئو یکی از سه جشن بزرگ ادو  | 山王祭                 | چیودا، معبد هیه            | حوالی پانزدهم ماه ژوئن              |       |
| جشنواره تننو                      | 天王祭り Tenno Matsuri | شیناگاوا-کو، توکیو         | اوائل ماه ژوئن                      |       |

## جشن‌های تابستان، ژوئیه، اوت و سپتامبر
| نام جشن یا رویداد                    | نام جشن به ژاپنی                     | محل برگزاری                    | توضیحات                               | تصویر |
| ------------------------------------ | ------------------------------------ | ------------------------------ | ------------------------------------- | ----- |
| جشن فوکاگاوا، یکی از سه جشن بزرگ ادو | 深川祭                               | کوتو، معبد تومی اوکا هاچیمانگو | ژوئیه                                 |       |
| جشن آساگایا-تاناباتا                 | 阿佐谷七夕まつり                     | سوگینامی                       | حوالی روز هفتم ژوئیه، به مدت پنج روز  |       |
| جشن فوسا-تاناباتا                    | 福生七夕まつり                       | فوسا ایستگاه فوسا              | حوالی روز هفتم ژوئیه، به مدت چهار روز |       |
| آتش بازی رود سومیدا                  | 隅田川花火大会                       | رود سومیدا                     | در آخرین شنبه ماه ژوئیه               |       |
| جشن سامبای آساکوسا                   | 浅草サンバカーニバル                 | آساکوسا                        | آخرین شنبه اوت                        |       |
| آتش بازی خلیج توکیو                  | 東京湾大華火祭                       | خلیج توکیو                     | در دومین یکشنبه ماه اوت               |       |
| آتش بازی جینگوگایئن                  | 神宮外苑花火大会                     | پارک میجی جینگو گایئن          | اوت                                   |       |
| جشن هاچی‌اوجی                         | 八王子まつり                         | هاچی‌اوجی                       | اولین جمعه ماه اوت به مدت سه روز      |       |
| جشن سوپر یوساکوئی                    | 原宿表参道元氣祭り・スーパーよさこい | شیبویا                         | در آخرین شنبه و یکشنبهٔ ماه اوت        |       |
| رقص آوای کوئنجی                      | 高円寺阿波おどり                     | کوئنجی، سوگینامی-کو، توکیو     | در آخرین شنبه و یکشنبهٔ ماه اوت        |       |

## جشن‌های پائیز، اکتبر، نوامبر و دسامبر
| نام جشن یا رویداد            | نام جشن به ژاپنی   | محل برگزاری                       | توضیحات                                | تصویر |
| ---------------------------- | ------------------ | --------------------------------- | -------------------------------------- | ----- |
| جشن جیوگائوکا کامه‌گامی       | 自由が丘女神まつり | مگورو                             | اکتبر، به مدت دو روز از ۱۲ ظهر تا ۹ شب |       |
| چراغانی توکیو در ایام کریسمس | 東京ミレナリオ     | یوراکوچو حوالی ایستگاه مارونواوچی | ماه دسامبر                             |       |